# Музей С. И. Танеева в Дютькове
Музей С. И. Танеева в Дютькове — российское учреждение культуры музыкально-исторического профиля. 
С. И. Танеев — известный русский пианист-виртуоз и композитор. Музей входит в число главных достопримечательностей Одинцовского района Московской области
Адрес музея : Московская область, Звенигород, микрорайон Дютьково, д. 23А.

## История

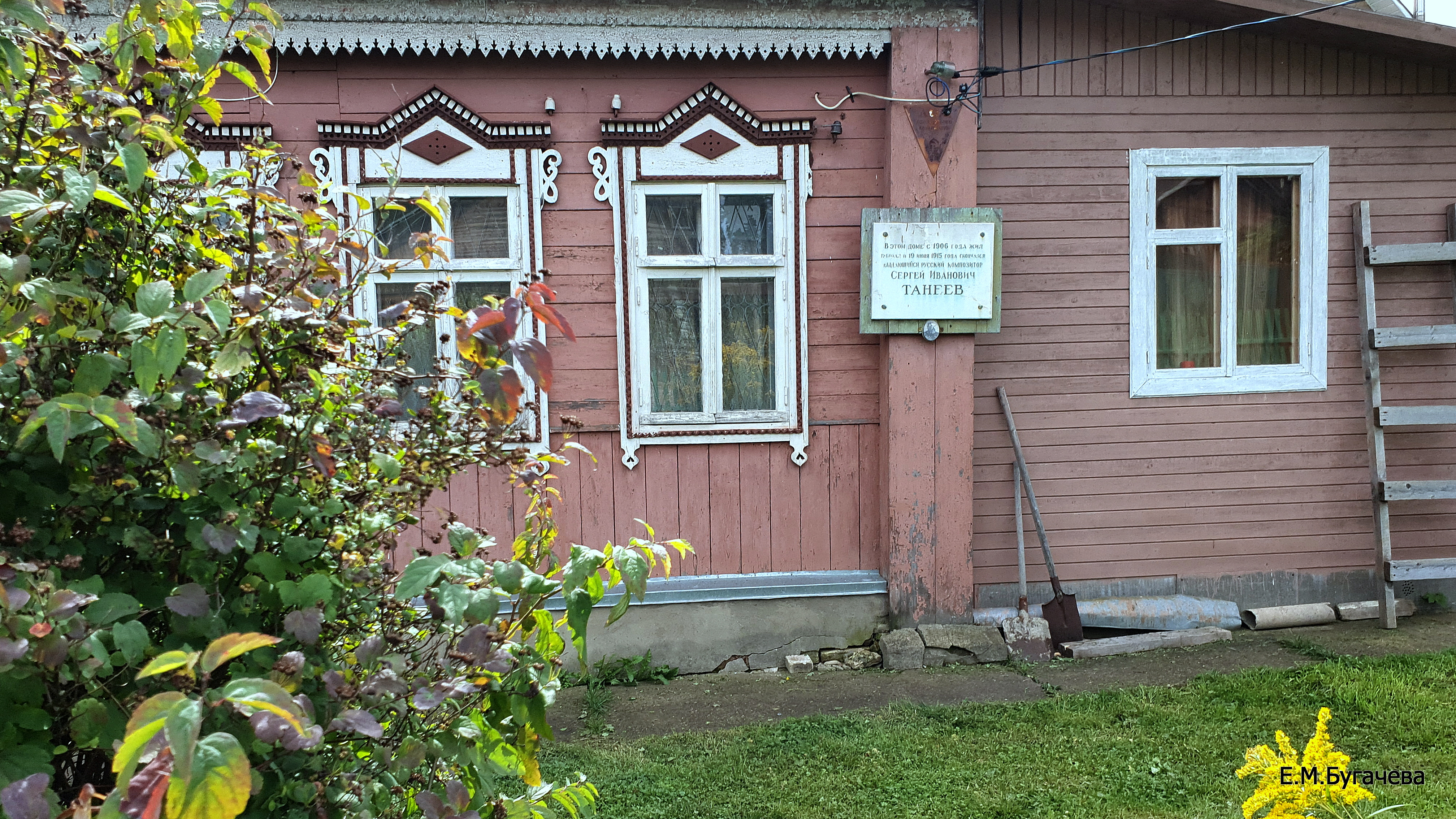

Решение открыть музей, посвящённый жизни и творчеству русского композитора Сергея Танеева (1856—1915), было задумано в 1957 году московским коллекционером Павлом Фёдоровичем Колесовым (1892—1980), снимавшим в Дютьково дачу. Он много лет собирал материалы, посвящённые жизни и творчеству И. И. Левитана, А. П. Чехова и С. И. Танеева — более 3000 рисунков, репродукций, гравюр, акварелей, редких фотографий, свои коллекции демонстрировал на выставках. В процессе сбора материалов о композиторе Колесов установил контакты с его родственниками и родственниками его учеников: Р. М. Глиэра, А. Н. Александрова, С. Н. Василенко, П. И. Васильева, К. Н. Игумнова, А. Н. Скрябина.
Экскурсии с рассказами о жизни С. И. Танеева в Дютьково проводились местным жителем-краеведом, художником И. С. Рыбаковым, и приезжавшим из Звенигорода краеведом Н. Елагиным, ещё в 1940-е — 1950-е гг..
Открытие музея в статусе народного состоялось 12 августа 1962 года, была развёрнута научная и культурно-просветительская работа, сбор воспоминаний старожилов деревни о жизни Танеева, проведение в музее лекций, музыкальных и литературных вечеров. В 1966 году перед зданием музея был установлен памятник С. И. Танееву — подарок одесского скульптора Н. Блажкова.
Однако после смерти в 1980 году главного организатора музей прекратил существование, быстро придя в упадок.
Возродила музей 10 лет спустя группа единомышленников в составе М. Л. Серой, Т. Л. Жирновой и В. Л. Каллистова. Основой собираемого вновь музейного собрания стали вещи, полученные от внучатой племянницы С. И. Танеева, Елены Павловны Танеевой (ныне в собрании музея около 15000 экспонатов). Музей возглавила М. Л. Серая
В 2012 году на территории музея силами сотрудников и общественности, с участием архитектора С. Побегуца и фотохудожника А. Рудковского, был отремонтирован летний Дом музыки и выставок. В нём органично устраиваются художественные выставки, концерты камерной музыки и небольшие театральные представления.
Музей удостоен наград

## Экспозиция

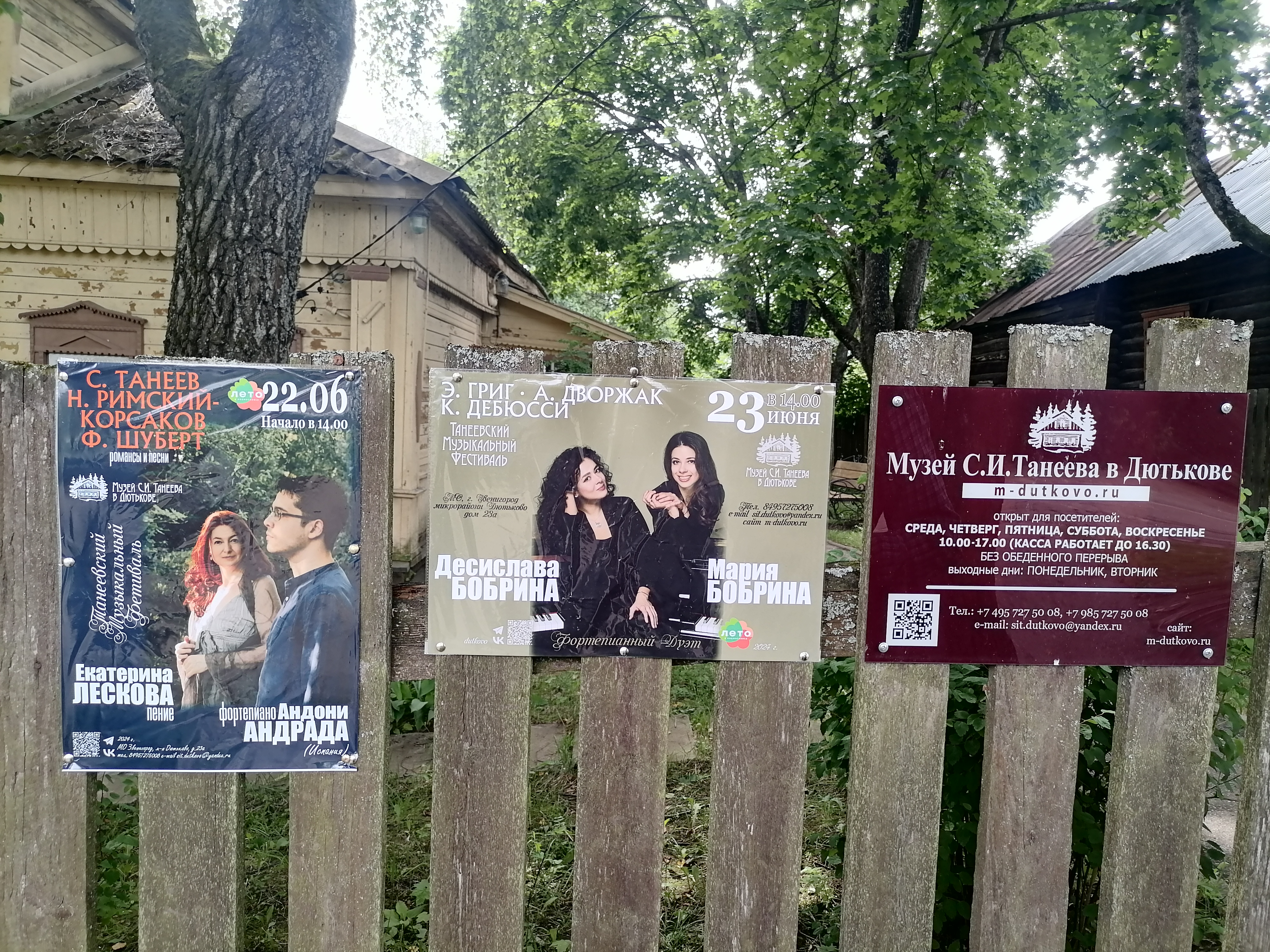
Вход в музей

Музей организован в месте, где С. И. Танеев проводил летние месяцы с 1908 года и здесь же умер в 1915 году. Впервые он приехал сюда по приглашению своего ученика В. А. Булычёва. Под дачу им был снят дом местной жительницы — А. К. Голицыной. Этот дом сохранился, но не музеефицирован. С. И. Танеев создал в Дютьково хоры на стихи Я. Полонского и Ф. Тютчева, Сонату для скрипки и фортепиано, романсы на стихи поэтов-символистов.
В. А. Булычёв снимал комнату в соседнем доме — Богатовых — на той же улице, они постоянно общались. Музей Танеева открыт именно в доме Богатовых. В экспозиции представлены фото материалы, документы, личные вещи, книги, предметы мебели, в том числе и из московской квартиры композитора. Удалось сохранить атмосферу дома-дачи начала XX века.
В летнее время музей проводит Танеевский музыкальный фестиваль, в программе — исполнение произведений классической музыки
В Международный день музыки в музее устраиваются посвящение в учащиеся Звенигородской детской музыкальной школы имени С. И. Танеева. В музее проходят встречи с потомками С. И. Танеева и его учеников, музыкантами, художниками, литераторами, презентации документальных фильмов, новых изданий, проводятся выставки.

## Галерея

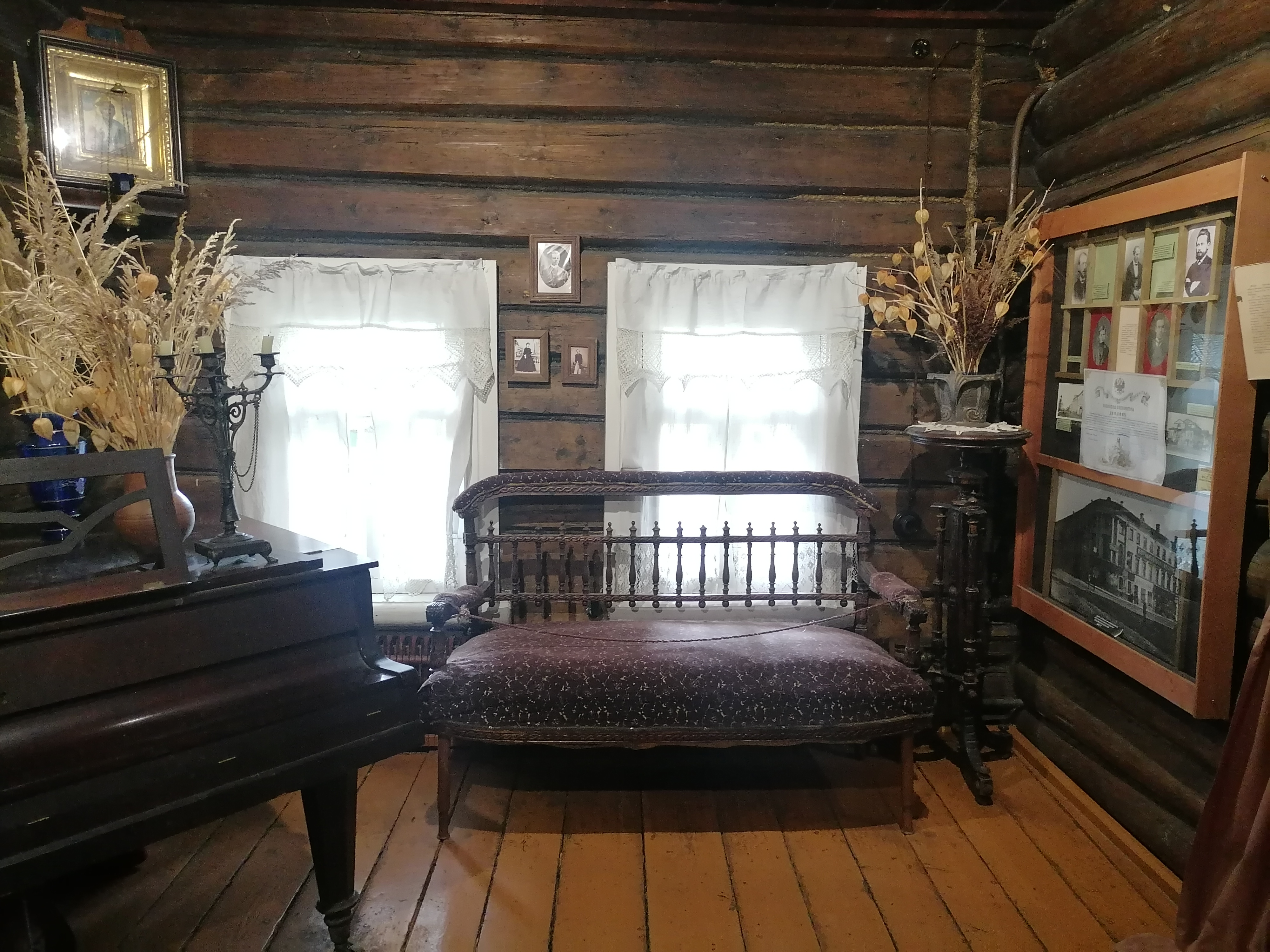
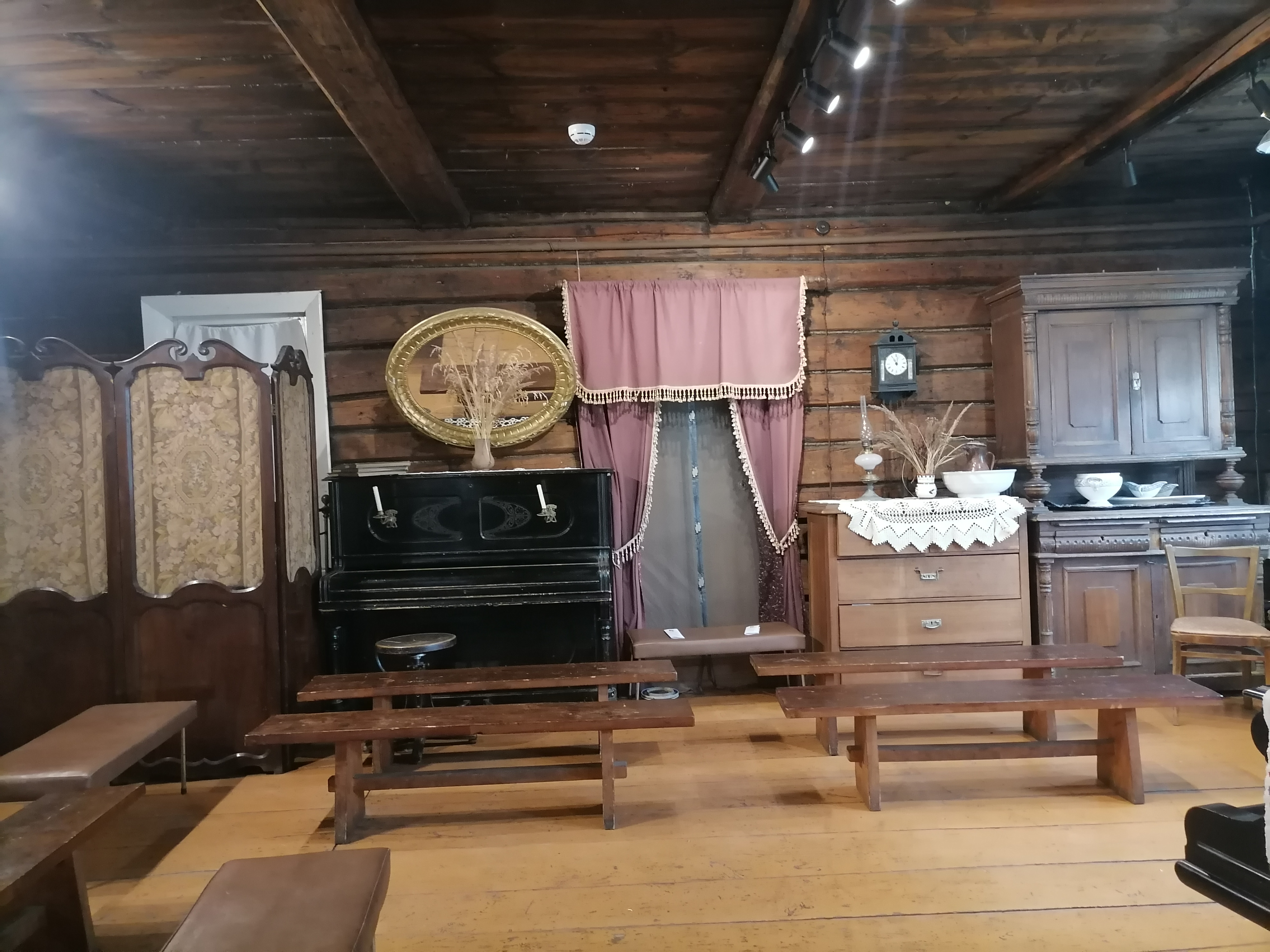
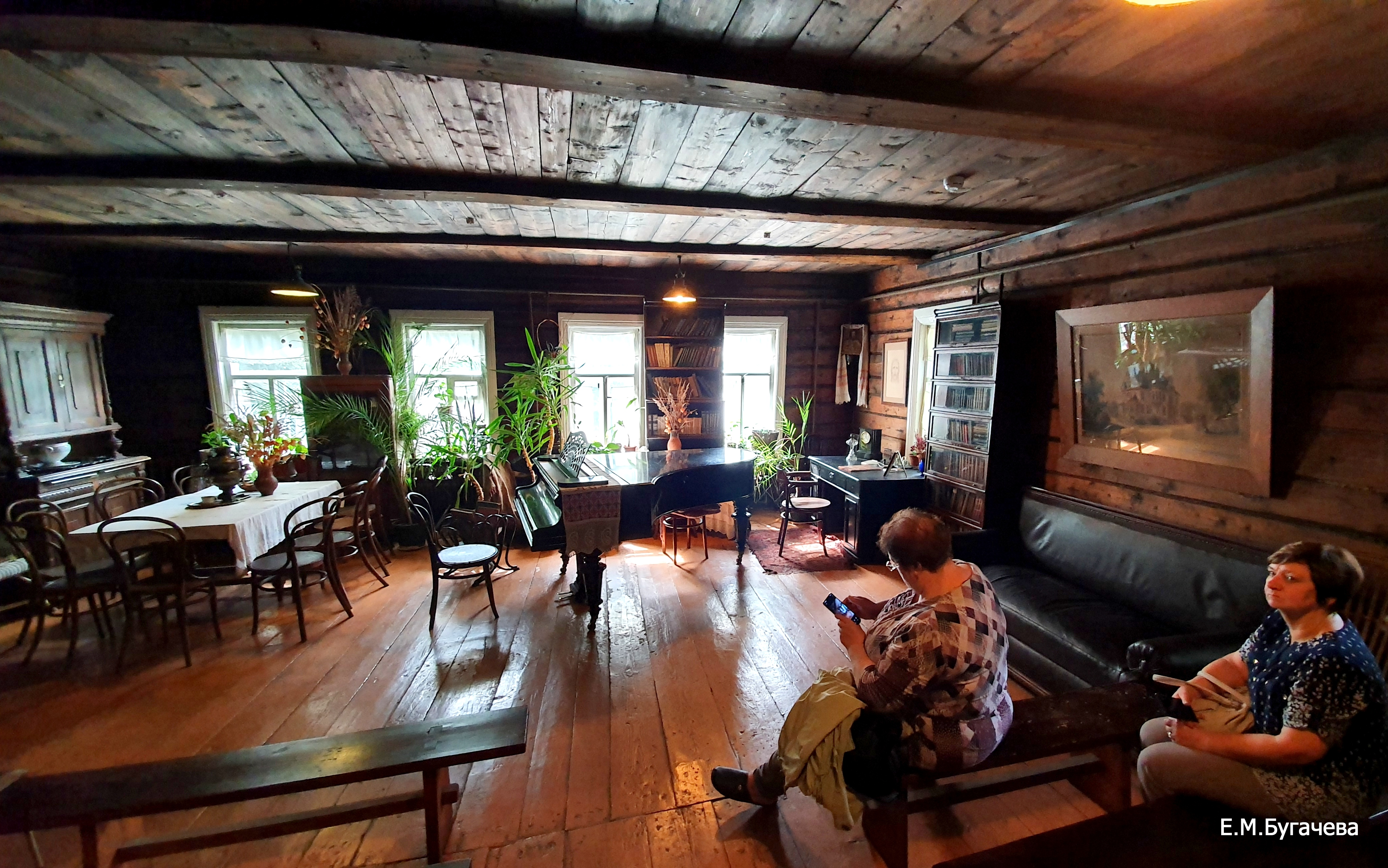